# Toulouse Football Club (1937-1967)
 (avril 2023).
Si vous disposez d'ouvrages ou d'articles de référence ou si vous connaissez des sites web de qualité traitant du thème abordé ici, merci de compléter l'article en donnant les références utiles à sa vérifiabilité et en les liant à la section « Notes et références ».
Ne doit pas être confondu avec le Toulouse Football Club, fondé en 1970 en tant qu'« Union sportive de Toulouse ».
Maillots
Le Toulouse Football Club est un club de football français fondé en 1937 et dissous en 1967 après son absorption par le Red Star FC.
Bien qu'il porte le même nom que l'actuel club principal de la ville, le Toulouse FC, les deux clubs n'ont aucun lien.

## Historique

### Les racines du football toulousain

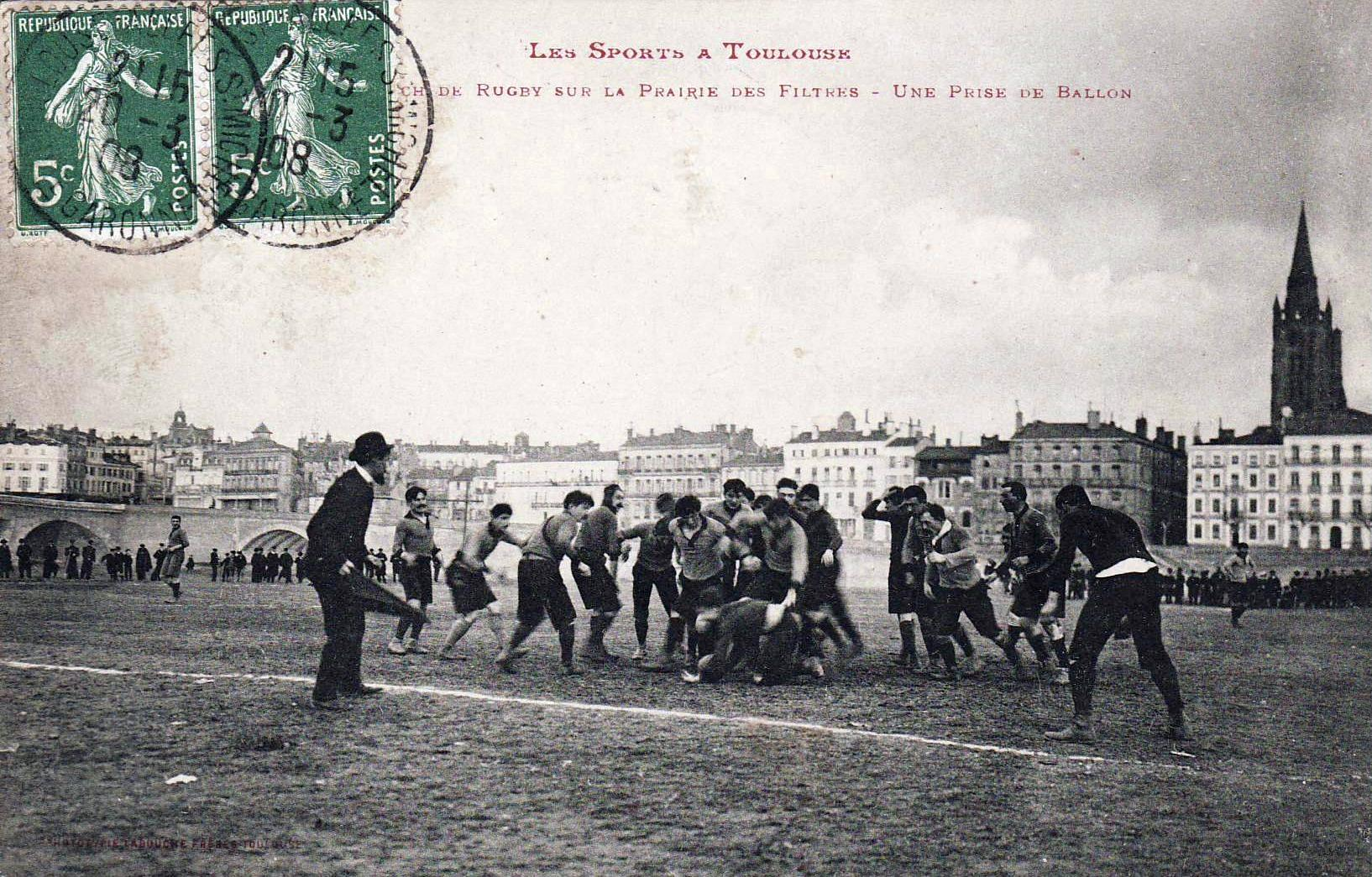
Stade Olympien des Étudiants de Toulouse rugby 1906.

Deux clubs dominent le football toulousain avant la Première Guerre mondiale : le Stade olympique des étudiants toulousains et le Stade olympien vélo-sport de Toulouse. Les « Étudiants » se paient même le luxe d'éliminer sèchement (5-0) l'Olympique de Marseille (1905) et le fameux Olympique Cettois (1907) en phases finales du championnat de France U.S.F.S.A. Mais, les Toulousains n'atteignent jamais la finale nationale, échouant en demi-finales en 1905 et 1906. Les Étudiants se muent en « Stade Toulousain » (1908) et dominent sous ce nom la période allant jusqu'à la Première Guerre mondiale, sans pour autant atteindre les demi-finales nationales.

### La fondation du club

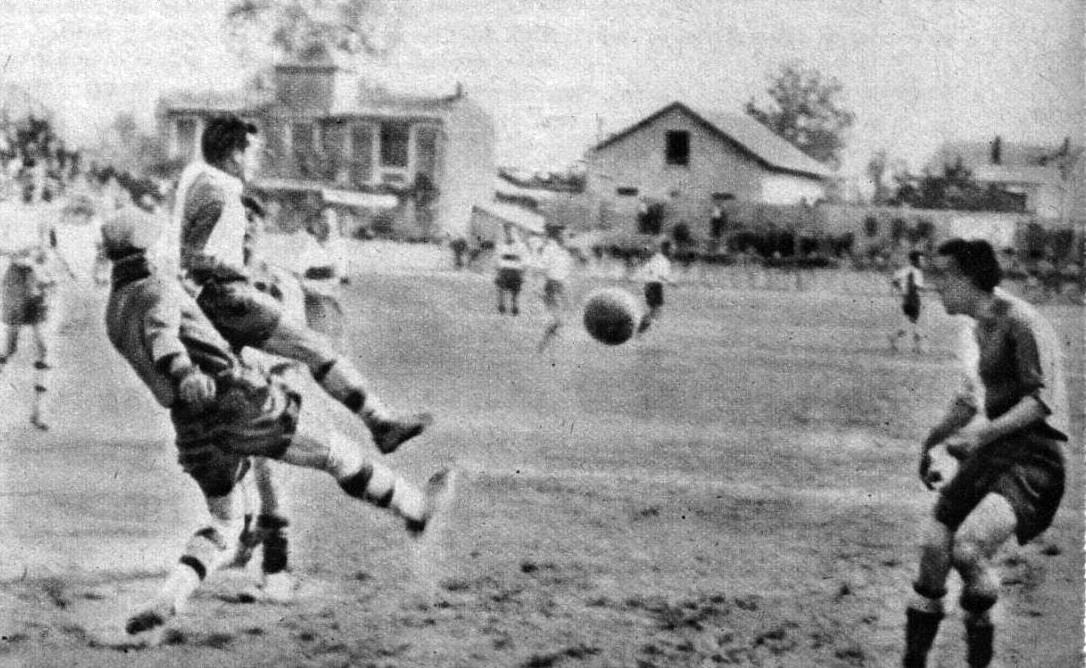
Toulouse FC-Le Havre AC 1938, le gardien Havrais Schlegel dégage malgré son défenseur.

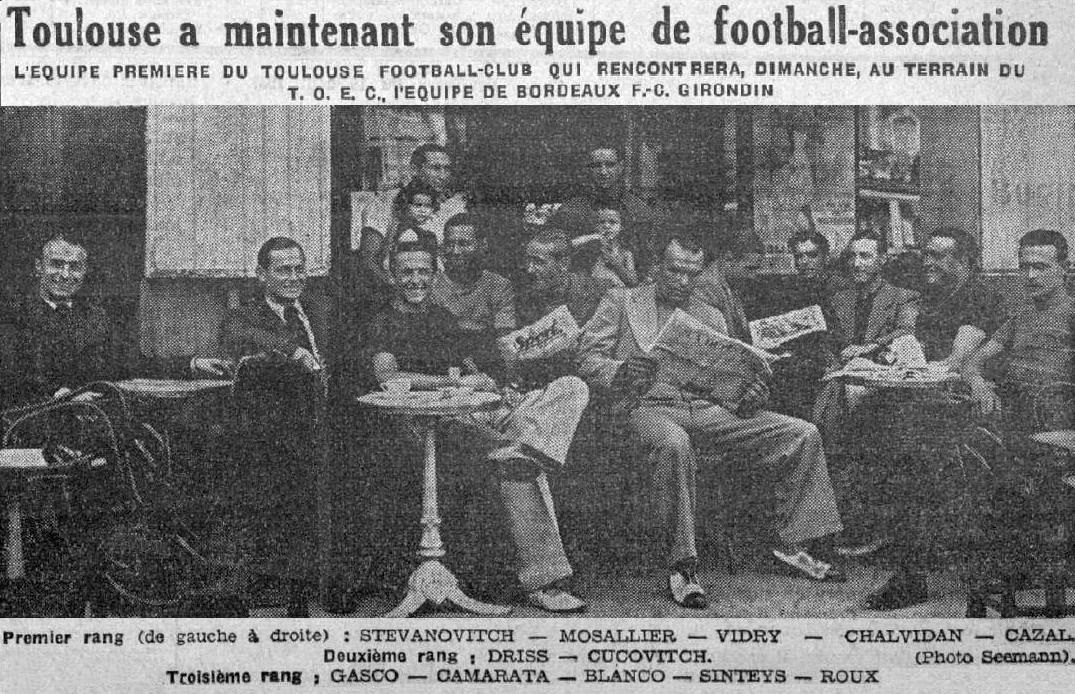
Le premier match du Toulouse Football-Club (août 1937, face à Bordeaux).

L'entre-deux-guerres est nettement plus favorable aux manieurs de ballon ovale. Toutefois, l'idée de créer un grand club pro à Toulouse émerge rapidement. Le 7 juillet 1936, une commission de propagande pour l'implantation du football professionnel à Toulouse se réunit sous l'impulsion de M. Lauriol et du président du FC Sète voisin, Georges Bayrou. On décide d'organiser des matches de prestige afin de jauger le potentiel de spectateurs dans la cité des violettes. La première rencontre oppose le club catalan CF Badalona au FC Sète (victoire sétoise 3-0) devant 10 000 spectateurs. Les Sétois affrontent ensuite Cannes : nouvelle victoire de Sète et surtout nouveau succès populaire. Enfin, le 3 janvier 1937, les Toulousains goûtent au football européen avec un match Wiener de Vienne contre Kipest de Budapest. Ces matches d'exhibition s'étant montrés concluants en termes de recettes, la création d'un club professionnel à Toulouse est décidée.
Le 20 mars 1937, dans une salle du 9, place des Arcades au Capitole, naît le Toulouse Football Club, dont les couleurs sont rouge et blanc. M. Lauriol en est le président. Le club est admis à disputer le championnat professionnel de Division 2 en juillet 1937. Le Stadium (10 000 places) est mis en chantier en cette même année 1937, l'ouverture (qui sera retardé par la guerre) aura lieu en 1949.

### Les débuts du club (1937-1939)

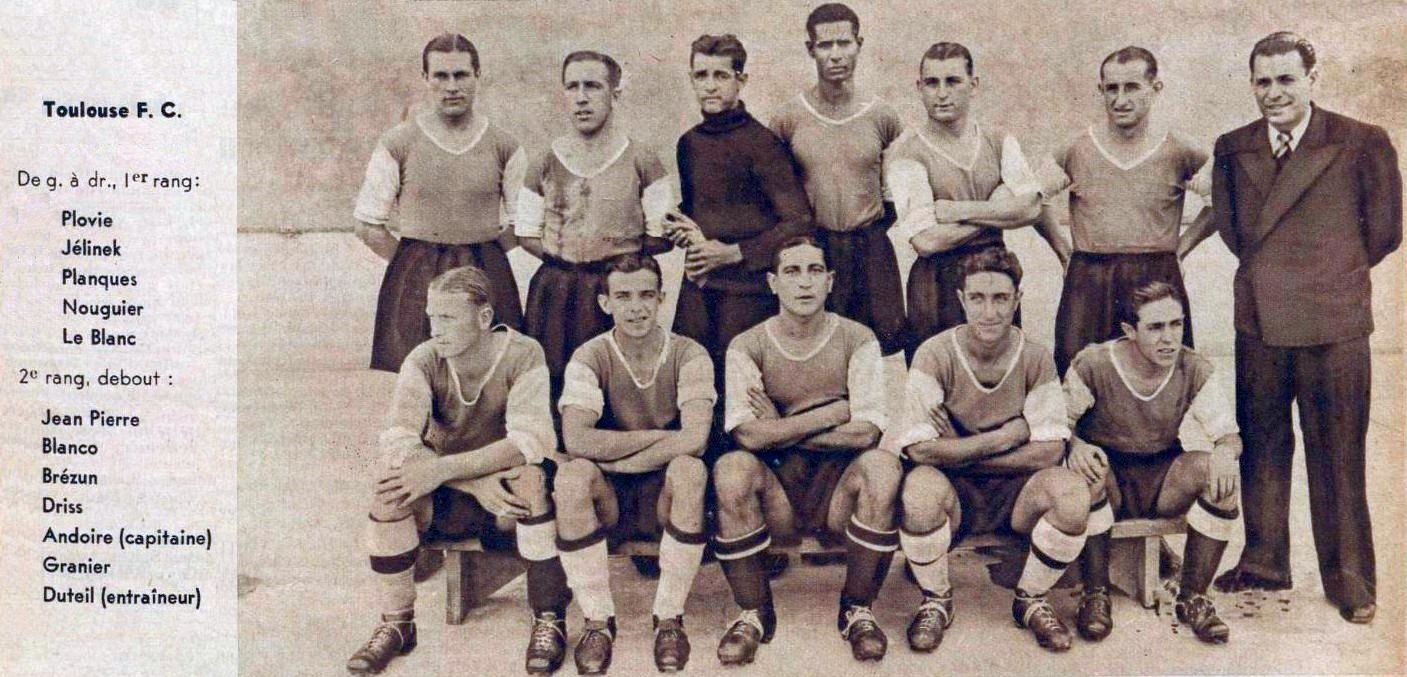
Le Toulouse FC en octobre 1938 (4e du championnat 1938-39).

Le premier entraîneur-joueur de Toulouse est l'ancien capitaine de l'équipe de France, Pierre Cazal. Le gardien Roux et les attaquants Camarata, Laurent et Jelinek sont les fers de lance de la jeune équipe. En attendant l’achèvement du nouveau stade dont les travaux ont du retard et qui n'est pas prêt pour la Coupe du monde 1938, le club joue sur le terrain du TOEC (futur stade Chapou), les matchs de Coupe du Monde seront également déplacés sur le terrain du T.O.E.C. à l’ancien Parc des Sports. Pour leur première saison, les Rouge et Blanc terminent à une honorable 7e place de deuxième division. En Coupe de France, le T.F.C. atteint le stade des 8es de finale. L'Olympique Lillois met fin à cette campagne (1-0).
À signaler durant ces années 1930 la présence dans l'équipe du toulousain André Riou, futur entraîneur du club qui se distinguera par la suite en remportant pour la première fois le championnat (1958) et la coupe (1954) de Belgique à la tête de l'équipe du Standard de Liège, toujours coiffé de son sempiternel béret sur le banc de touche.
L'avant-centre Fernand Planquès signe à Toulouse pour la somme importante pour l'époque de 65 000 F. Avec ses coéquipiers, il mène le T.F.C. en 4e position du championnat 1938-39 de deuxième division.

### Le club pendant la guerre (1940-1945)
Mais la guerre intervient. De nombreux joueurs s'exilent à Toulouse (dont le 1er buteur de la Coupe du monde Lucien Laurent), et le club devient une place forte du football français. Au cours de la saison 40-41, le T.F.C., renforcé par les Racingmen Raoul Diagne, Maurice Dupuis et Mario Zatelli, ainsi que Lucien Laurent, enlève la finale de la Coupe de France de zone non occupée face à Saint-Étienne (1-0 but de Zatelli). En finale inter-zone, les Toulousains, qui pratiquent un W.M. défensif avec marquage individuel, sont battus 3-1 par les Girondins de Bordeaux.

#### Champion de France groupe Sud 1943

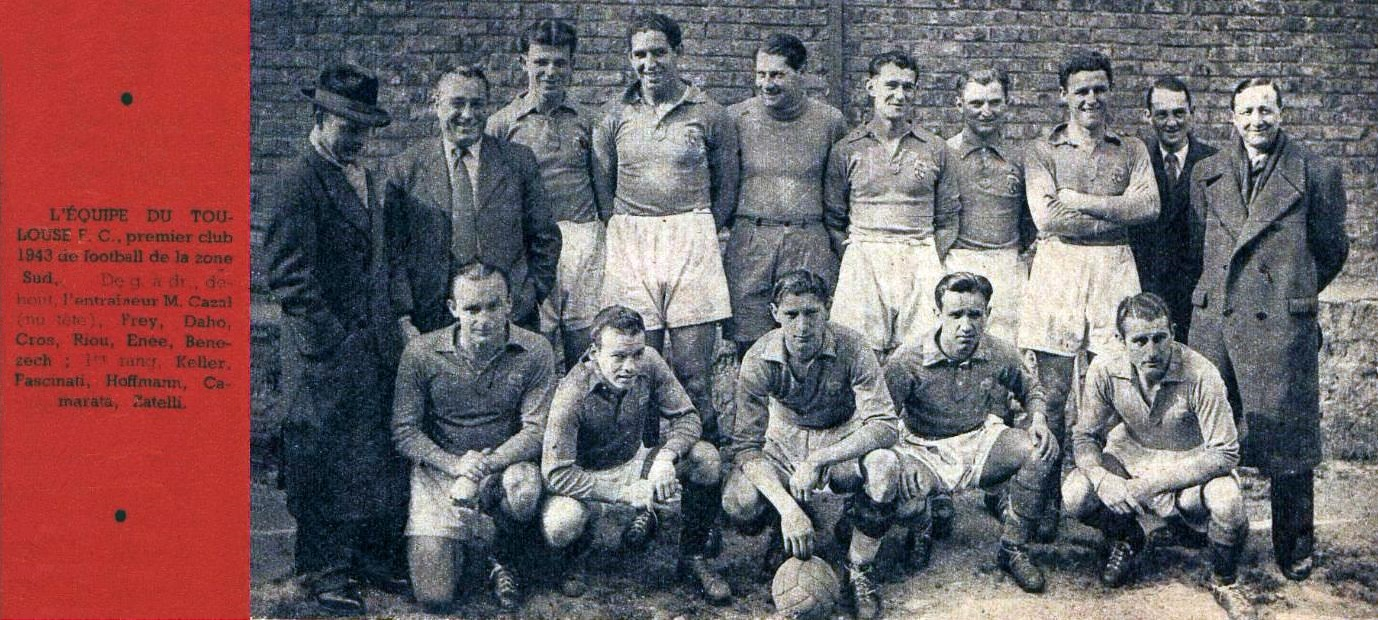
Le Toulouse FC champion de France de Zone Sud, en mars 1943.

Deuxième des championnats de zone Sud 1941 et 42, le T.F.C. est enfin sacré champion en 1943 avec 6 points d’avance sur le second, Grenoble.
Les vainqueurs du championnat sud 1943 :
 Azza, Benezech, Henri Camarata (ancien ailier gauche, devenu arrière), Cros, Daho, Enée, Fascinati, André Frey (international), Hoffmann, Jelinek, Curt Keller (international), André Riou, Mario Zatelli
La saison suivante, la funeste réforme du colonel Pascot transforme le T.F.C. en Toulouse-Pyrénées. Cette équipe fédérale atteint la 6e place en championnat et les 8es de finale de la Coupe de France, tandis que le T.F.C. amateur est éliminé en 16es.
Dès 1944, les équipes fédérales disparaissent et le T.F.C. professionnel renaît. Toulouse parvient en demi-finales de la Coupe 1945, mais est sèchement éliminé par Lille, 4-0.

### De la Libération aux joies de la Coupe (1945-1961)
Le T.F.C. est reversé en D2 à la reprise des compétitions de paix. MM. Bardou, Masal et Carrière composent le comité directeur du club. Camarata est nommé entraîneur-joueur et recrute René Vignal. La ligne d'attaque Camarata-Keller-Hoffman inscrit 88 buts dans la saison (seul le L.O.S.C., champion de D1, fait mieux avec 89 buts), permettant au T.F.C. de terminer deuxième, derrière Montpellier à la différence de buts et d'accéder en Division 1. M. Bardou quitte alors la président avec le sentiment du devoir accompli. M. Lauriol reprend son poste.
De nouveaux joueurs font leur apparition comme Noël Sinibaldi, mais très vite, les résultats sont plus que moyens ; M. Bardou est alors rappelé à la présidence. Il place Enée, joueur au T.F.C. depuis 1942, au poste d'entraîneur. Celui-ci parvient à maintenir le club parmi l'élite en arrachant la 14e place.
À l'intersaison 1947, Toulouse perd de nombreux joueurs dont Keller et Vignal, cédé au Racing pour 2 MF. Le gardien Ibrir, Fortunel, Sbroglia et Bilancini endossent la tunique rouge et blanche. Toujours sous la conduite d'Enée, le T.F.C. se classe 13e.
La grande affaire de l'année 1948 est l'arrivée à Toulouse du canonnier yougoslave Golob, grâce au talent de négociateur du président Bardou. Les frères Jean et Marcel Lanfranchi sont également recrutés et le T.F.C. se hisse en 9e position au printemps 1949. À partir de l’été 1949, le club de la cité des violettes évolue enfin au Stadium, dont les travaux avaient été interrompus par la guerre, et pouvant accueillir jusqu'à 35 000 spectateurs.
La saison suivante montre enfin la vraie valeur de la formation toulousaine, juste renforcée par Urbanski et Marty. Seconds à l'approche des fêtes de fin d'année, les « Violettes » décrochent la 4e place, avec quelques regrets. Le président Bardou est tout de même fier de son équipe qui peut compter sur un public fidèle : plus de 10 000 spectateurs de moyenne sont enregistrés au Stadium !
Durant la période des transferts, l'avant-centre Marcel Poblome et le meneur de jeu Gomez quittent la ville rose, tandis que l'attaquant de Valladolid Vaquero vient renforcer la ligne offensive. Durant la saison 1950-51, la malchance s'acharne sur le T.F.C. L'infirmerie ne désemplit pas et les finances sont au plus bas. En cours de saison, le siège du club quitte la place du Capitole pour s'installer rue d'Alsace. Ce déménagement provoque une scission au sein des dirigeants, les anciens restant alors au Capitole !
17e au classement final en 1951, les Toulousains retrouvent « l'enfer de la D2 ». Un changement s'opère alors à la tête du club : le comité directeur est réduit à six membres dont MM. Lonné et Puntis. M. Bardou reste président et Enée entraîneur. Il dirige une équipe qui enregistre les départs de Yvon Fortunel, Octave Sbroglia, Marcel Lanfranchi et Abderrahmane Ibrir. Pour composer sa formation, Enée s'appuie sur une base défensive solide (Mercadier, Jean Lanfranchi, Libar et Bouchouk), mais délaisse quelque peu l'attaque. Résultat, le T.F.C. est 12e de D2, en marquant seulement 52 buts pour 57 encaissés.
Cette désillusion entraîne une nouvelle révolution de palais : Jean-Marc Puntis, ancien trésorier et mécène du club, est porté à la présidence. Il démet Enée de ses fonctions et nomme Charles Nicolas entraîneur. Dans le même temps, le T.F.C. perd son international André Frey, au club depuis 1944. Rapidement, les Toulousains sont à la lutte en haut de tableau avec Strasbourg. Le match décisif entre les deux clubs se déroule à la Meinau devant 27 000 spectateurs dont un millier de Toulousains. À cette occasion, les supporters du T.F.C. offrent à leurs homologues strasbourgeois une oie vivante. Mais, du fait d'un arbitrage très contestable de M. Tordjam[réf. nécessaire], le match, remporté par Toulouse 2-1, se termine dans la plus grande confusion : envahissement du terrain, intervention de la police... Du coup, les Strasbourgeois, mécontents, rendent l'oie! De retour à Toulouse, les supporters s'occupent de l'animal puis le font empailler à sa mort. Ainsi, cette « mascotte » trônera désormais au siège du club.

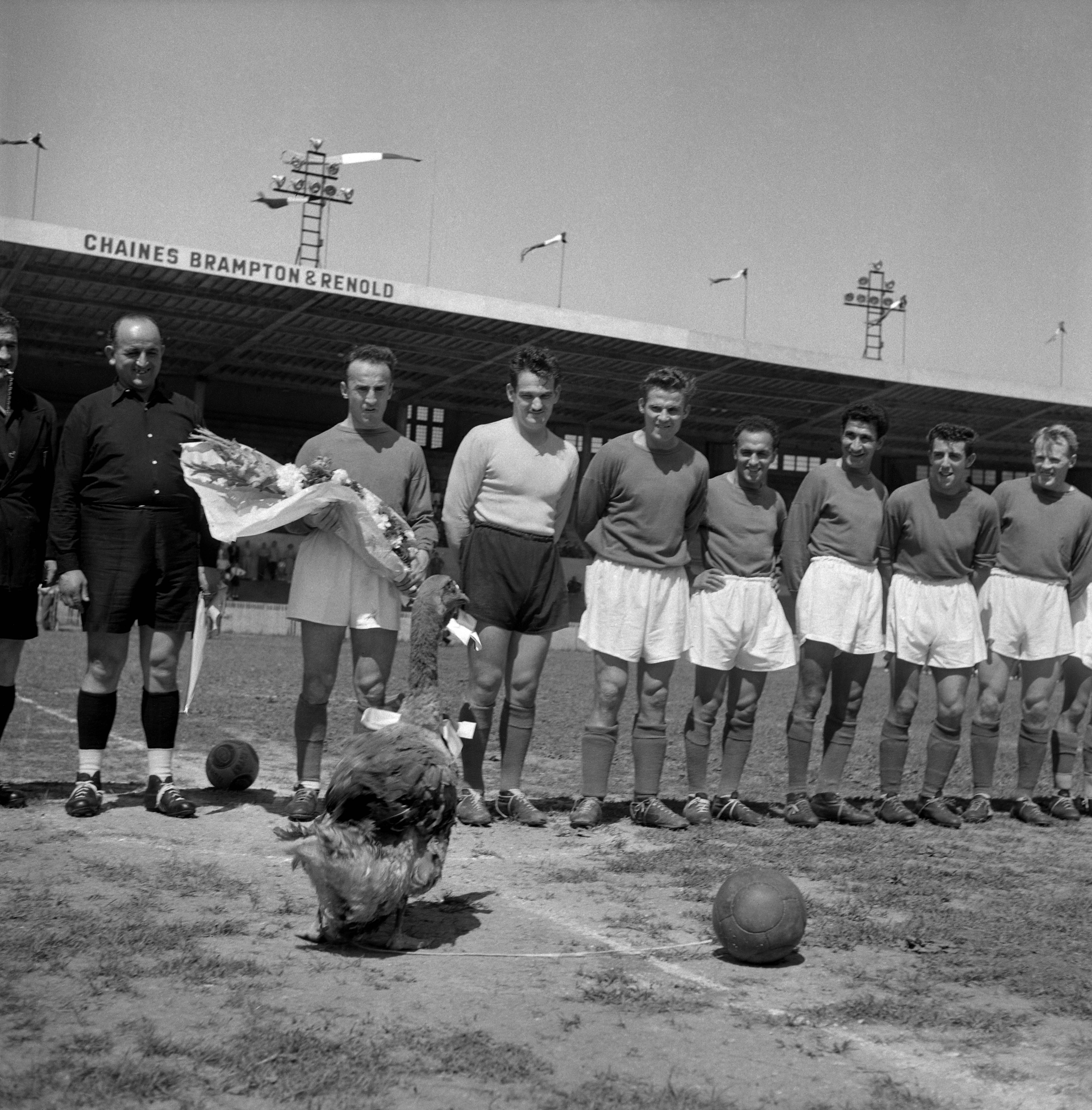
Le TFC champion de France de Division II, en 1953.

À l'issue de la saison, les Rouge et Blanc sont sacrés champions de D2 et accèdent en première division. L'attaque toulousaine est particulièrement efficace avec 92 réalisations, tandis que la défense est hermétique (29 buts concédés). Cette équipe 1952-53 a fière allure : citons ici le gardien Rouxel, les défenseurs Pleimelding et Hadad, les milieux Rossi, Dereuddre et Cahuzac, sans oublier les redoutables attaquants Abdelhamid Bouchouk, Mellberg (meilleur buteur cette saison avec 27 buts) et le Finlandais Rytkonen, grande vedette du T.F.C. jusqu'à son départ en 1960.
Éliminé en Coupe de France en 8es de finale, le T.F.C. participe à la première Coupe Drago. Le 5 mai 1953, Sochaliens et Toulousains s'affrontent en finale. Menés 3-0 à la mi-temps, les Toulousains remontent leur handicap après le repos, 3-3! Sochaux est déclaré vainqueur après tirage au sort... La même année 1953, Toulouse est également finaliste du Trophée Teresa-Herrera face au Real Madrid, qui l'emporte 8-1.

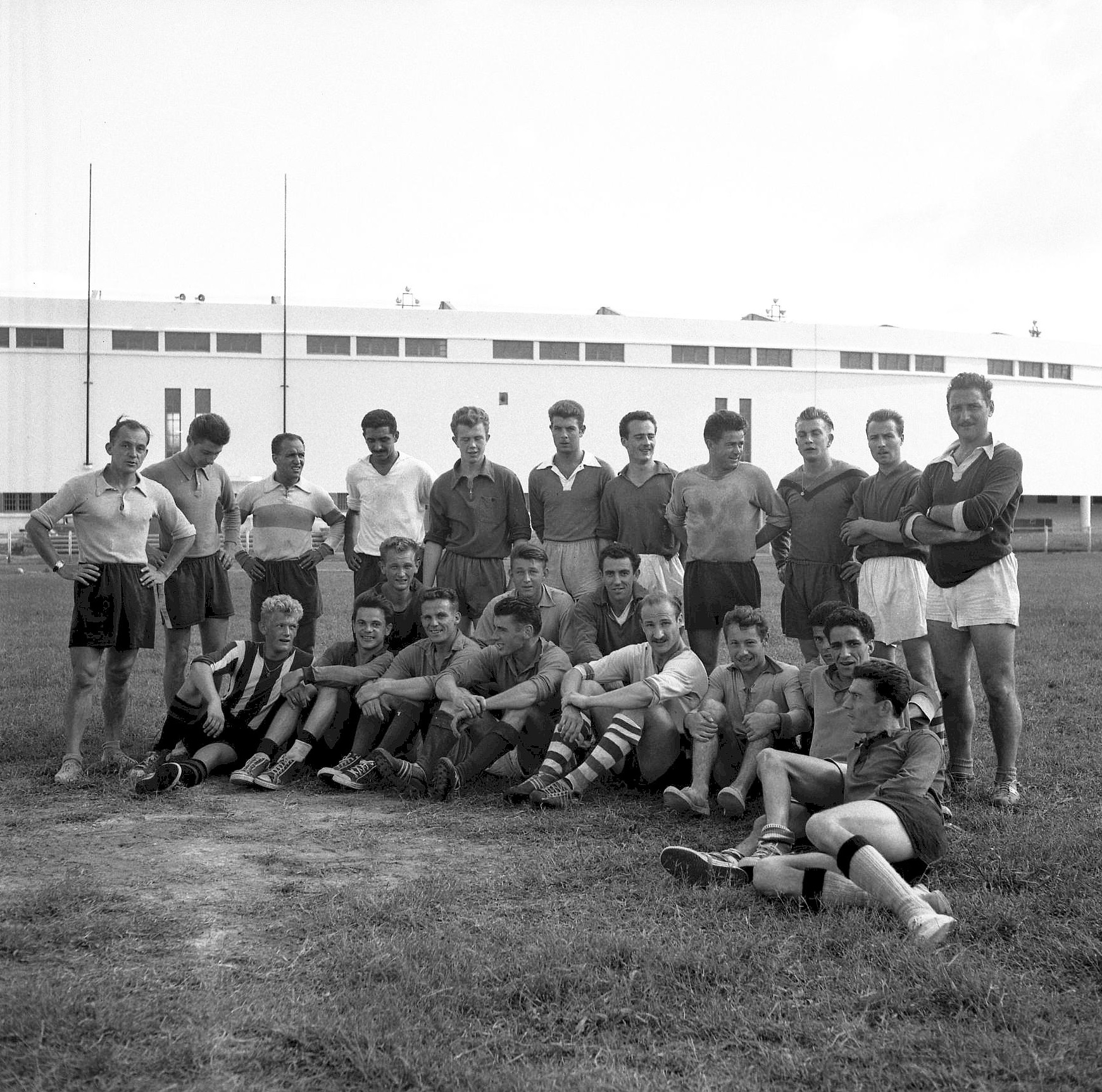
Le TFC en août 1956.

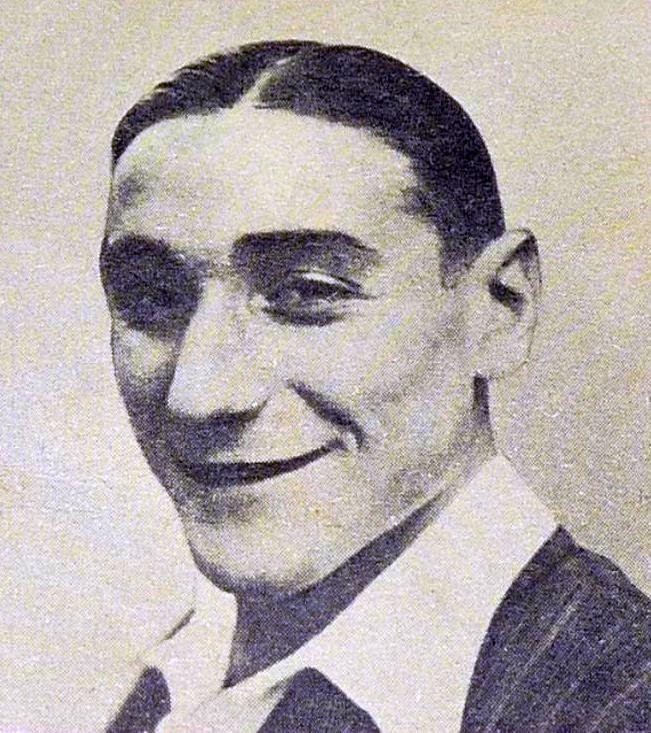
Jules Bigot, entraîneur du T.F.C. de 1953 à 1958, vainqueur de la Coupe de France 1957.

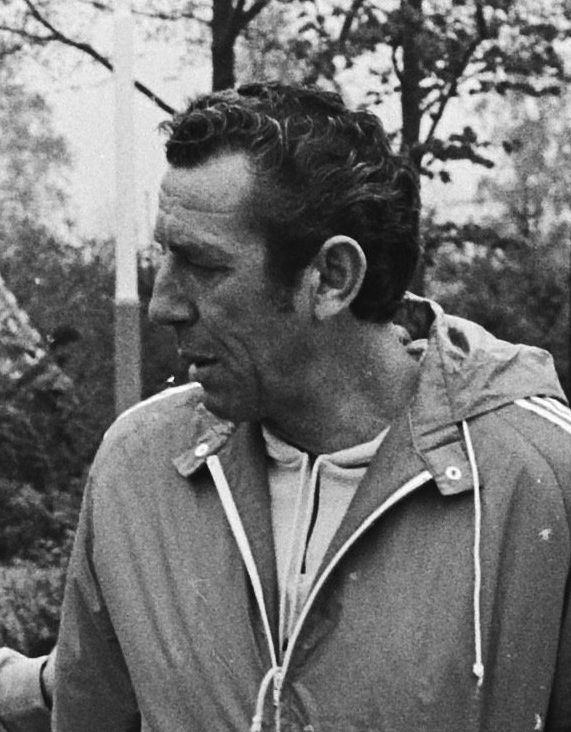
Pierre Cahuzac, joueur de champ de 1952 à 1961, Ch. de France D2 1953 et vainqueur de la Coupe en 1957, devenu entraîneur du TFC de 1979 à 1984.

De retour en D1, Jules Bigot, ex-international et deux fois vainqueur de la Coupe de France, prend en main l'équipe. Sur leur lancée, les Toulousains jouent les premiers rôles en championnat, se classant 4e en 1954. M. Puntis quitte alors son poste de président pour reprendre celui de trésorier. M. Lonné lui succède, mais est toujours conseillé par son prédécesseur.
La saison 1954-55 voit un combat acharné pour la première place entre Toulouse et le Stade de Reims. Le jeudi 3 février 1955, 30 000 spectateurs envahissent les tribunes du Stadium, deux heures avant le coup d'envoi du choc T.F.C.-Reims. Même les patrons toulousains accordent à leurs employés une permission exceptionnelle! L'ailier Valorizek ouvre la marque pour Toulouse. Le T.F.C. se dirige alors tout droit vers une victoire importante, quand l'arbitre accorde un penalty aux Rémois. Raymond Kopa le transforme et les deux équipes se séparent sur ce score nul de 1-1. Finalement, les Rémois sont sacrés champions de France, les Toulousains ratant le titre et une place en Coupe des Champions, nouvellement créée, pour quatre points...
Septième en 1956, puis 8e en 1957, le T.F.C. a bien du mal à suivre les grosses cylindrées pour le vingtième anniversaire du T.F.C. professionnel. Pour fêter dignement cet événement, les Toulousains accèdent en finale de la Coupe de France! Le parcours ne fut pourtant pas aisé : dès les 32es de finale, les Toulousains souffrent pour battre la modeste équipe de Blanzy-Montceau (2-1). En 16es, menés 2-1 par Lens, les Toulousains arrachent le match nul grâce au but de l'Argentin Di Loreto. Aucun suspense pour le match d'appui, le T.F.C. s'imposant 3-0.
Au tour suivant, les Rouge et Blanc peinent pour éliminer Grenoble (D2). Là aussi, le match d'appui est nécessaire pour atteindre les quarts (0-0 ; 2-0). Se présente alors Sedan, vainqueur de l'édition précédente. Di Loretto, encore lui, arrache le résultat nul dans les ultimes secondes de jeu d'un but de la tête. Sous le coup de l'émotion, Jules Bigot s'évanouit et est transporté dans les vestiaires sur une civière! Lors de la prolongation, les Toulousains, survoltés, inscrivent deux nouveaux buts, et, malgré le retour des Sedanais, obtiennent leur qualification pour les demi-finales.
30 000 spectateurs à Colombes accueillent le T.F.C. et l'OGC Nice, grand favori de l'épreuve. Après 54 minutes de jeu, les Toulousains mènent déjà 2-0. Mais en neuf minutes, les Niçois reviennent au score. Dans les ultimes instants de la partie, Bocchi décoche un tir des trente mètres qui fait mouche. Toulouse se qualifie pour la première fois en finale de la Coupe Charles Simon!
Les hommes de Bigot affrontent le SCO Angers à Colombes. La partie est arbitrée, fait unique, par un Anglais, M. Clough. Il assiste à un match agréable où neuf buts sont inscrits! Le T.F.C. mène rapidement au score 3-0 grâce à un doublé de l'international René Dereuddre et un but de Bouchouk. Grâce à son système de jeu moderne en 4-4-2, le T.F.C. garde une confortable avance. Bocchi, Di Loreto et Brahami alourdissent même la marque, et Toulouse remporte la Coupe 6-3.
Selon Guy Roussel, la ville et la mairie sont assez désintéressées de la victoire. Selon lui, le football était peu implanté à Toulouse et le rugby était alors le sport dominant.
Quatre jours plus tard, le T.F.C. se mesure au vainqueur de la Cup anglaise, Aston Villa. À la surprise générale, les Toulousains s'imposent 2-1.
Malgré l'arrivée de Jean Wendling, les années 1958 et 1959 sont assez ternes pour le T.F.C. (10e et 14e, présence de l'international Lucien Muller). En revanche, 1960 voit le retour des Toulousains en haut de tableau. Emmenés par René Pleimelding, entraîneur depuis 1958, le gardien Guy Roussel, les internationaux Richard Boucher, Pierre Cahuzac et Léon Deladerrière, le Suédois Yngve Brodd et le Finlandais Aulis Rytkönen propulsent le T.F.C. en 5e place. Cette embellie ne dure pas et les trois années suivantes les Toulousains retrouvent le ventre mou du classement.
En 1960-1961, Toulouse participe à l'éphémère Coupe anglo-franco-écossaise, perdant contre Motherwell 6-2 en score cumulé.

### La présidence de Doumeng (1961-1967)

Kader Firoud, le dernier entraîneur en 1967.

Au seuil de la saison 1961-62, Jean-Baptiste Doumeng, le « milliardaire rouge » ami de M. Puntis, devient président. Sous son impulsion, les Toulousains se hissent à nouveau à la 5e place en 1964.
Le 16 juin 1964, Kader Firoud, joueur durant la guerre, devient entraîneur. Après une saison d'adaptation (11e), où Firoud met en place un système de jeu hyper défensif, le T.F.C. accroche une brillante 4e place qui lui ouvre les portes de la Coupe d'Europe des Villes de Foires. En Coupe de France, après avoir successivement éliminé Angoulême, FC Gueugnon, l'Olympique lyonnais et le FC Sochaux, les Rouge et Blanc affrontent le RC Strasbourg en demi-finales. Sous la pression de Baraffe, Dorsini et Jacky Bernard, Toulouse ouvre la marque dès la 11e minute par Soukhane. À la suite de l'expulsion du gardien toulousain Devis, Soukhane prend sa place dans les buts. Les Strasbourgeois en profitent et arrachent la prolongation dans les ultimes secondes de jeu. Strasbourg enlève tous les espoirs de finale aux Toulousains avec deux nouveaux buts.
En 1955, fort de ses liens avec l'URSS, le président Doumeng organise un match contre le FK Spartak Moscou,à l'issue victorieuse (1-0).
En 1966, le T.F.C. échoue à faire venir le gardien Lev Yachine en fin de carrière. Le club découvre enfin les joutes européennes. Opposés aux Roumains du Dinamo Pitesti, les Toulousains s'imposent 3-0 devant une petite chambrée (5 000 spectateurs). Tout semble bien engagé pour passer ce tour, mais en Roumanie, en l'espace de neuf minutes, Pitesti revient au score. Mené 4-1, le T.F.C. reste qualifié. Mais, dans les dernières minutes, le Roumain Mihail Turcan brise les rêves toulousains en inscrivant un cinquième et dernier but.
Cette saison est également la dernière pour le Toulouse Football Club. En 1967, le président Doumeng est à la recherche d'argent et frappe à toutes les portes, y compris à la mairie, pour renflouer les caisses du club. Selon des sources, il fait alors planer la possibilité d'une fusion avec le Red Star pour convaincre la mairie,. En vain : sous fond d'opposition politique, le maire socialiste Louis Bazerque refuse comme la majorité des élus. La fusion devient réalité : avec joueurs et staff technique, le TFC déménage à Saint-Ouen et offre la possibilité au Red Star, qui se morfond en D2, de rejoindre l'élite. Après des victoires en barrages contre Aix et Bastia assurant le maintien pour le Red Star, Toulouse est dépossédée de son cher T.F.C., le foot professionnel est mort dans la ville rose.
Il faudra encore attendre plusieurs années avant que la Fédération ne limite à quelques kilomètres les possibilités de fusion entre deux clubs (années 1980). Puis, en 1984, la loi Avice interdira que deux clubs professionnels situés dans deux départements différents puissent fusionner (unicité du lieu de compétition et du lieu de siège social), à moins de déposer le bilan et de rester amateurs (l'exception sera la mise à disposition d'un stade pour une équipe professionnelle d'une autre ville).

### Postérité et lien avec le club contemporain (1967- )
En 1970, l'US Toulouse, aux couleurs jaune et or, est fondé et reçoit son propre numéro d'affiliation, le 524 391. En 1979, à la faveur d'un changement de présidence, il reprend le nom du club ancien mais pas ses couleurs, optant pour le violet au lieu du rouge et blanc.

## Palmarès du club

### Compétitions nationales
- Coupe de France (1)
  - Vainqueur : 1957
  - Vainqueur zone non occupée : 1941
- Championnat de guerre (1)
  - Champion : 1943 (Groupe Sud)[14]
  - Vice-champion : 1941 (Zone Libre)[15] et 1942 (Zone Libre)[16]
- Coupe Charles Drago
  - Finaliste : 1953[17]
- Championnat de France de Division 1
  - Vice-champion : 1955
- Championnat de France de Division 2 (1)
  - Champion : 1953

### Compétitions européennes
- Coupe de l'UEFA
  - Participation : 1967
- International football cup
  - Participation : 1964 et 1965
- Trophée Teresa-Herrera
  - Finaliste : 1953

### Records
- Victoires consécutives[18] : 6
- Matchs consécutifs sans défaite : 13
- Plus grand nombre de matches : Guy Roussel, gardien (295)
- Plus grand nombre de buts : Pierre Dorsini, avant-centre (90)

#### Meilleur buteur
- Championnat de France de Division 2
  - 1939 : Fernand Planquès  (39 buts)
  - 1953 : Bror Mellberg (27)

## Joueurs

### Internationaux pendant leur passage à Toulouse

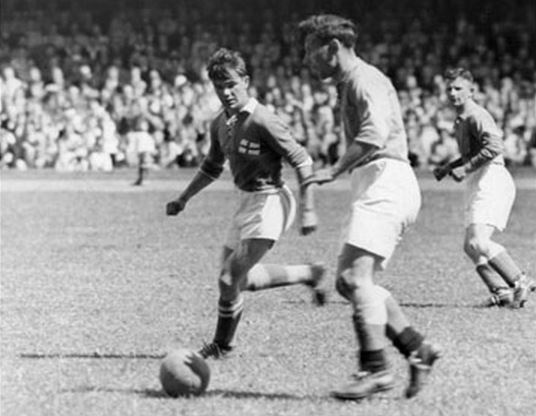
Toulousain de 1952 à 1960, le finlandais Rytkönen marque 33 buts pour son club d'adoption.

- Edmond Baraffe (3 sélections)
- Richard Boucher (3)
- Saïd Brahimi (2)
- Pierre Cahuzac (2)
- René Dereuddre (6)
- André Frey (6)
- Abderrahmane Ibrir (6)
- Bror Mellberg (6)
- Ahmed Mihoubi (2)
- René Pleimelding (1)
- Aulis Rytkönen (36)
- Roland Schmitt (1)
- Ernest Schultz (1)

### Autres joueurs
- [19] Vinko Golob
- Lucien Laurent
- Lucien Muller
- Monday Ossey
- René Vignal
- Jean Wendling

### Issu du centre de formation
- Jean Petit